# Pegomya aniseta
Pegomya aniseta är en tvåvingeart som först beskrevs av Stein 1907.  Pegomya aniseta ingår i släktet Pegomya och familjen blomsterflugor. Inga underarter finns listade i Catalogue of Life.